# تهذيب الأسماء واللغات
تهذيب الأسماء واللغات كتاب في اللغة والتراجم، ولغة الفقه، مؤلفه يحيى بن شرف النووي (631هـ-676هـ) يبحث في الألفاظ والمباحث اللغوية وتراجم الأعلام في مختصر أبي إبراهيم المزني والمهذب والتنبيه والوسيط والوجيز والروضة مختصر شرح الوجيز.
يذكر الأسماء المترجم لهم: الذكور وفيه ثمانية أبواب، في الإناث وفيه سبعة أبواب، ورتب الجميع على حروف المعجم.
اللغات: رتبها على حروف المعجم عند ترجمته للشخص يذكر موضعه في الكتب الستة وعدد مروياته إن كان له رواية، وعدد ما له في الصحيحين، وما له من غرائب المسائل المروية عنه وخاصة في باب الفقه.

## تهذيب الأسماء واللغات
هو كتاب في لغة الفقه والتراجم، للتعريف بأسماء وألفاظ ترددت في فقه الإمام الشافعي، والغريب من الأسماء والألفاظ، كما يذكر الاسم على طريقة أصحاب التراجم الذين يترجمون لكل الأسماء دون الاقتصار على نوع معين من العلوم، ويكون إيراد اللفظ على طريقة أصحاب اللغة الذين يذكرون اللفظ بمعانيه اللغوية واشتقاقاته.

## مضمون الكتاب
يتضمن الكتاب الألفاظ الموجودة في: مختصر أبي إبراهيم المزني، والمهذب، والتنبيه، والوسيط، والوجيز، والروضة. قسم المؤلف الكتاب إلى قسمين: الأول في الأسماء، والثاني في اللغات. ثم قسم الأسماء إلى ضربين: الأول في الرجال، والثاني في النساء. وجعل للقسم الأول ثمانية أنواع.

### أنواع القسم الأول
1. الأسماء الصحيحة كمحمد وإبراهيم وإسماعيل وإسحاق.
2. الكنى: كأبي القاسم وأبي بكر.
3. الأنساب والألقاب والقبائل، كالزهري وقريش وخزاعة.
4. ما قيل فيه ابن فلان أو ابن فلانة أو أخوه، أو أخته أو عمه أو خاله.
5. ما قيل فيه فلان عن أبيه عن جده.
6. ما قيل فيه زوج فلانة، أو زوجة فلان.
7. المبهمات كرجل وشيخ وبعض العلماء ونحوه.
8. ما وقع من الأسماء والأنساب غلطاً.

### أنواع القسم الثاني
القسم الثاني في النساء، وهو سبعة أنواع، بالترتيب المذكور في الرجال بعد إسقاط النوع الخامس؛ إذ ليس في الكتب التي بني عليها الكتاب فلانة عن أمها عن جدتها، أو عن أبيها عن جدها.

### ترتيب الأسماء
رتب المؤلف الأسماء على حروف المعجم، بدأ بمن اسمه محمدا وقال: «تأسيسا بأبي عبد الله البخاري والعلماء بعده رضي الله عنهم، لشرف اسم النبي محمد ﷺ»، ثم يعود بعد ذلك إلى الترتيب المعهود لحروف المعجم.
وفي داخل كل حرف عمد إلى الترتيب أيضاً، ففي حرف الهمزة قدم آدم على إبراهيم؛ لأنهما وإن اشتركا في كون أولهما همزة إلا أن بعد همزة آدم همزة أخرى، وبعد همزة إبراهيم باء، والهمزة مقدمة على الباء. وأما المبهمات والأغاليط؛ فقد ذكر أنه عرضها حسب ترتيب وقوعها في الكتب المؤلف بشأنها الكتاب.

## اللغات
رتب اللغات على حروف المعجم، وراعى في ترتيب ألفاظ كل حرف الحرف الأول والثاني وما بعدهما، مقدما الأول فالأول معتبرا الحروف الأصلية دون النظر إلى الزوائد، وربما ذكر بعض الزوائد في باب على لفظه ونبه على أن الحرف كذا زائد.

## ضبط الأسماء واللغات
قام بضبط أسماء الأشخاص واللغات والمواضع وكل ما يحتاج إلى ضبط، بتقييده بالحركات والتخفيف والتشديد، وأن هذا الحرف بالعين المهملة أو الغين المعجمية وما أشبهه، ونبه إلى أنه سينقل كل ذلك محققا مهذبا من مظانه المعتمدة، وكتب أهل التحقيق فيه، فما كان مشهوراً لا يضيفه غالباً إلى قائليه، لكثرتهم وعدم الحاجة إليه، وما كان عربيا؛ أضافه إلى قائله أو ناقله، وما كان من الأسماء وبيان أحوال أصحابها نقله من كتب الأئمة الحفاظ الأعلام المشهورين بالإمامة في ذلك، والمعتمدين عند جميع العلماء مثل: تاريخ البخاري، وابن أبي خيثمة، وخليفة بن خياط المعروف بشباب، وكتاب الطبقات الكبير، والطبقات الصغير لمحمد بن سعد والواقدي وغيرهم.

## لغة الفقه
بين المؤلف لغة الفقه في مقدمة كتابه المجموع فقال: 
«وأبين فيه ما وقع في الكتاب من ألفاظ اللغات، وأسماء الأصحاب وغيرهم من العلماء والنقلة والرواة مبسوطا في وقت، ومختصرا في وقت بحسب المواطن والحاجة، وقد جمعت في هذا النوع كتابا سميته تهذيب الأسماء واللغات جمعت فيه ما يتعلق بمختصر المزني والمهذب، والوسيط، والتنبيه، والوجيز، والروضة الذي اختصرته من شرح الوجيز للإمام أبي القاسم الرافعي رحمه الله من الألفاظ العربية، والعجمية، والأسماء، والحدود، والقيود، والقواعد، والضوابط، وغير ذلك مما له ذكر في شيء من هذه الكتب الستة.
وكذلك أبين فيه جملا مما أنكر على الإمام أبي إبراهيم إسماعيل بن يحيى المزني في مختصره، وعلى الإمام أبي حامد الغزالي في الوسيط وعلى المصنف في التنبيه، مع الجواب عنه إن أمكن فإن الحاجة إليها كالحاجة إلى المهذب».